# Gara Ghidigeni
Gara Ghidigeni este o stație de cale ferată care deservește comuna Ghidigeni, județul Galați, România.